# Pic de Locampo
El Pic de Locampo és una muntanya de 2.656 metres que es troba al municipi d'Alt Àneu, a la comarca del Pallars Sobirà. Forma part de l'eix pirinenc, separant vall de Gerber, que pertany al vessant mediterrani, de la vall de Ruda, que pertany a l'atlàntica.